# Gyume Dratsang
Gyume Dratsang ( tibétain : རྒྱུད་སྨད་གྲྭ་ཚང་, Wylie : rgyud smad grwa tshang), dont les bâtiments actuels datent du XVIIIe siècle, est situé sur la rue Beijing Zhonglu dans le quartier du centre-ville de Lhassa, la capitale tibétaine. Le monastère, qui abrite aujourd'hui une soixantaine de moines, est situé sur le cours inférieur du fleuve Lhassa, d'où son nom.
À son apogée, c'était l' institution d'enseignement tantrique la plus importante .
Il a été fondé en 1443 par l'un des étudiants de Tsongkhapa de l'école Gelug du bouddhisme tibétain, Jetsün Sherab Sengge (1383-1445).
L'institution a été désacralisée pendant la révolution culturelle.
Le Gyume Dratsang figure sur la liste des monuments de la région autonome du Tibet (4-15) depuis 2007.

## Rétablissement du monastère en Inde

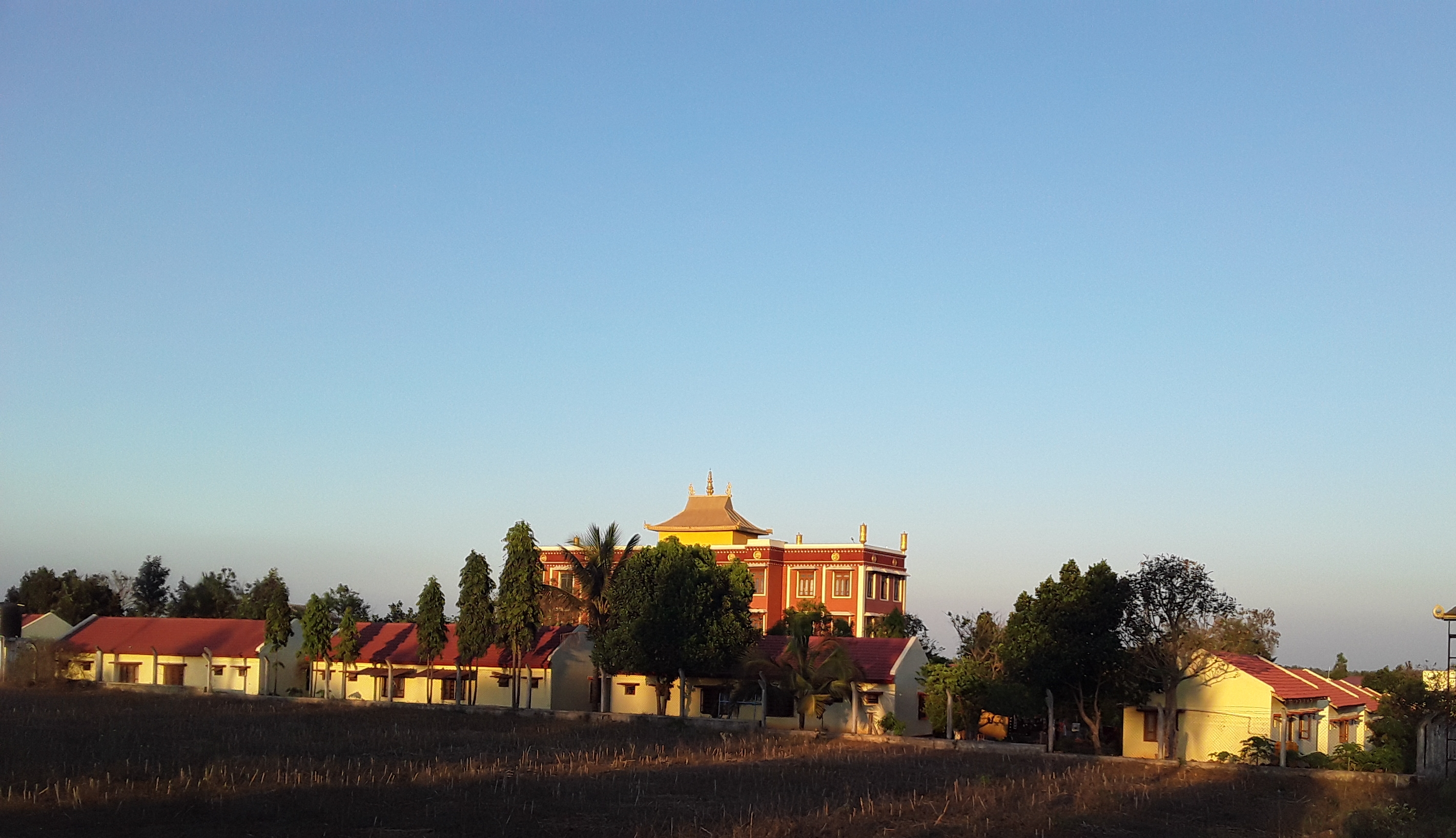
Colonie tibétaine de Rabgayling et le monastère de Gyume Dratsang à Gurupura.

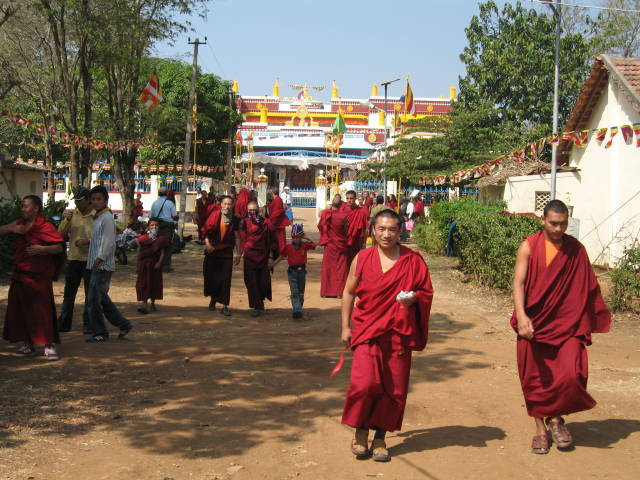
Monastère à Hunsur.

Les centres Gyume d'aujourd'hui, y compris l'université tantrique de Gyudmed et l'école monastique tantrique de Gyudmed, sont situés à Gurupura, Hunsur Taluk, dans le district de Mysore, dans l'État du Karnataka, dans le sud de l'Inde.